# Liste der Monuments historiques in Le Plessis-aux-Bois
Die Liste der Monuments historiques in Le Plessis-aux-Bois führt die Monuments historiques in der französischen Gemeinde Le Plessis-aux-Bois auf.

## Liste der Objekte
| Bezeichnung         | Beschreibung            | Standort                        | Kennzeichnung | Schutzstatus | Datum | Bild |
| ------------------- | ----------------------- | ------------------------------- | ------------- | ------------ | ----- | ---- |
| Glocke              | Bronze, 1755 gegossen   | in der Kirche St-Nicolas (Lage) | PM77001350    | Classé       | 1942  |      |
| Sechs Kerzenständer | Kupfer, 18. Jahrhundert | in der Kirche St-Nicolas (Lage) | PM77003488    | Inscrit      | 1980  |      |